# Paul Albrecht (Generalmajor)
Paul Albrecht (* 22. Januar 1856 in Haus Kohlhaus, Westfalen; † 11. Juli 1940) war ein preußischer Generalmajor.

## Leben
Er war der Sohn des späteren Oberstleutnants Anton Albrecht und dessen Ehefrau Franziska geborene Rive. Nach dem Besuch des Gymnasiums in Bonn trat Albrecht in ein Kadettenkorps ein. 1874 wurde er Sekondeleutnant im 8. Rheinischen Infanterie-Regiment Nr. 70 der Preußischen Armee. 1884 erfolgte seine Beförderung zum Premierleutnant und 1889 zum Hauptmann. Als solcher war er 1890 zur Dienstleistung bei der 1. Armeeabteilung in das Kriegsministerium kommandiert. Ab 1893 war er als Kompaniechef tätig. Albrecht nahm an der deutschen China-Expedition 1900/01 teil. Vom 18. April 1903 bis 26. Januar 1908 war er als Oberst Kommandeur des Infanterie-Regiments „Bremen“ (1. Hanseatisches) Nr. 75. Anschließend wurde er unter Beförderung zum Generalmajor zu den Offizieren von der Armee versetzt und am 18. Februar 1908 zum Kommandeur der 19. Infanterie-Brigade in Posen ernannt. Krankheitsbedingt übergab er das Kommando am 27. Juli 1908 an Oberst Eduard von Westernhagen. Da sich sein Gesundheitszustand nicht besserte, wurde Albrecht im August zur Disposition gestellt und anlässlich seiner Verabschiedung mit dem Roten Adlerorden II. Klasse mit Eichenlaub ausgezeichnet.
Während des Ersten Weltkriegs wurde Albrecht als z.D.-Offizier wiederverwendet und war Kommandeur der 70. Landwehr-Infanterie-Brigade.
In Bremen setzte er sich zur Ruhe.